# 朱延祥 (學者)
朱延祥（1954年—），臺灣太空科學家，現任教於國立中央大學太空科學研究所，並曾任國立中央大學研發長。

## 經歷
朱延祥生於1954年，父親原本是中華民國國軍少校軍官，到台灣以後退役轉任台鐵淡水線竹圍車站站長。1977年畢業於國立臺灣海洋大學海洋科學系（今海洋環境資訊系）。後來於1981年獲得國立中央大學大氣物理研究所碩士。獲得碩士學位後經由論文指導教授黃胤年介紹下，前往交通部電信研究所（今中華電信研究院）擔任太陽黑子預報模式及大氣電離層相關的研究員三年。1988年獲得中大大氣物理研究所博士學位。之後在中大太空科學研究所任教至今，並曾任該所所長、中大主任秘書、中大研發長。2013年8月起擔任中大地球科學學院院長。

## 研究
雷達遙測大氣、電離層物理。

## 外部連結
- 國立中央大學太空科學研究所介紹朱延祥
- 朱延祥在國立中央大學地球科學學院網頁[永久]

| 教育職務      | 教育職務                                    | 教育職務    |
| ------------- | ------------------------------------------- | ----------- |
| 國立中央大學  |                                             |             |
| 前任： 王乾盈 | 國立中央大學 地球科學學院院長 2013年8月1日— | 繼任： 現任 |